# Alligatorium
Alligatorium is een geslacht van uitgestorven atoposauride Crocodylomorpha uit de mariene afzettingen van het Laat-Jura van Frankrijk.

## Systematiek
Jourdan benoemde in 1862 het geslacht Alligatorium maar geen soortnaam. De typesoort is Alligatorium meyeri, benoemd in 1871 door Paul Gervais naar een enkel exemplaar uit Cerin, Oost-Frankrijk, holotype MNHL 15646, een skelet. De tegenplaat is MNHL 15462. De soortaanduiding eert Hermann von Meyer.
Twee andere nominale soorten, Alligatorium franconicum, benoemd door Ammon in 1906, en Alligatorium paintenense (Broili 1931) Kuhn 1961, benoemd in 1961 in een verwijzing naar de Paintenformatie, zijn gebaseerd op tijdens de Tweede Wereldoorlog vernietigde exemplaren uit Beieren, Zuid-Duitsland, en werden synoniem gemaakt tot één enkele soort, waarvoor Alligatorium franconicum prioriteit heeft. Een beoordeling uit 2016 van Atoposauridae verwijderde Alligatorium franconicum uit Alligatorium en plaatste deze als Neosuchia incertae sedis.
Alligatorium depereti, beschreven in 1915, werd in 1988 toegewezen aan zijn eigen geslacht Montsecosuchus.
De neusgaten zijn vervloeid tot één opening.